# الشتاية
الشتاية قرية في ناحية الفرقلس التابعة لمنطقة حمص في محافظة حمص في سورية.